# Llueven vacas
Llueven vacas és una pel·lícula espanyola del 2017 dirigida pel debutant Fran Arráez que gira al voltant de la denúncia de la violència de gènere de caràcter masclista. Està basada en l’obra teatral homònima de Carlos Be, qui també signa el guió, escrita l'any 2008 i publicada per Arola Editors l'any 2009. Els seus personatges principals, Margarita i Fernando, són interpretats a la pel·lícula per sis intèrprets diferents cadascun. Un tercer personatge, Coral, entra en escena a la meitat de la història.

## Sinopsi
Fernando i Margarita són una parella que viu en una llar en el qual ell mana i ella obeeix, de tal manera que si ell diu que "plouen vaques" ella no surt de casa per si de cas li en cau alguna. D'aquí neix un joc pervers en el qual Fernando proposa i Margarita accepta. Els dos portaran aquest joc fins a les seves últimes conseqüències.

## Repartiment
- María Barranco...	Margarita
- Gemma Charines ...	Margarita
- Víctor Clavijo...	Fernando
- Secun de la Rosa...	Fernando
- Asier Etxeandia	...	Fernando
- Pedro Miguel Martínez	 ...	Fernando
- Laia Marull...	Margarita
- Carmen Mayordomo ...	Margarita
- Gloria Muñoz	 ...	Margarita
- Eduardo Noriega	...	Fernando
- Sergio Peris-Mencheta...	Fernando
- Mónica Regueiro	 ...	Margarita
- Maribel Verdú	 ...	Margarita

## Crítiques
| «                               | "Pel·lícula que fa de la incomoditat la seva única raó de ser. Dol no tant pel que ensenya sinó pel que mostra, per la possibilitat terrible i una certa que l'espectador doni amb una sola frase recognoscible. (...) Puntuació: ★★★ (sobre 5)" | » |
| — Luis Martínez: Diari El Mundo | |   |

| «                                       | "Tan compromesa com fallida (...) intenta no transitar els camins acomodaticis, sinó que s'esforça per fer una cosa diferent i arriscat (...) Però no li acaba de sortir, quedant el seu missatge eclipsat (...) Puntuació: ★ (sobre 5)" | » |
| — Beatriz Martínez: Diario El Periódico | |   |

## Nominacions
XXVII Premis de la Unión de Actores
| Categoria              | Persona        | Resultat |
| ---------------------- | -------------- | -------- |
| Millor actor secundari | Víctor Clavijo | Nominat  |